# Lignes de la Lauter

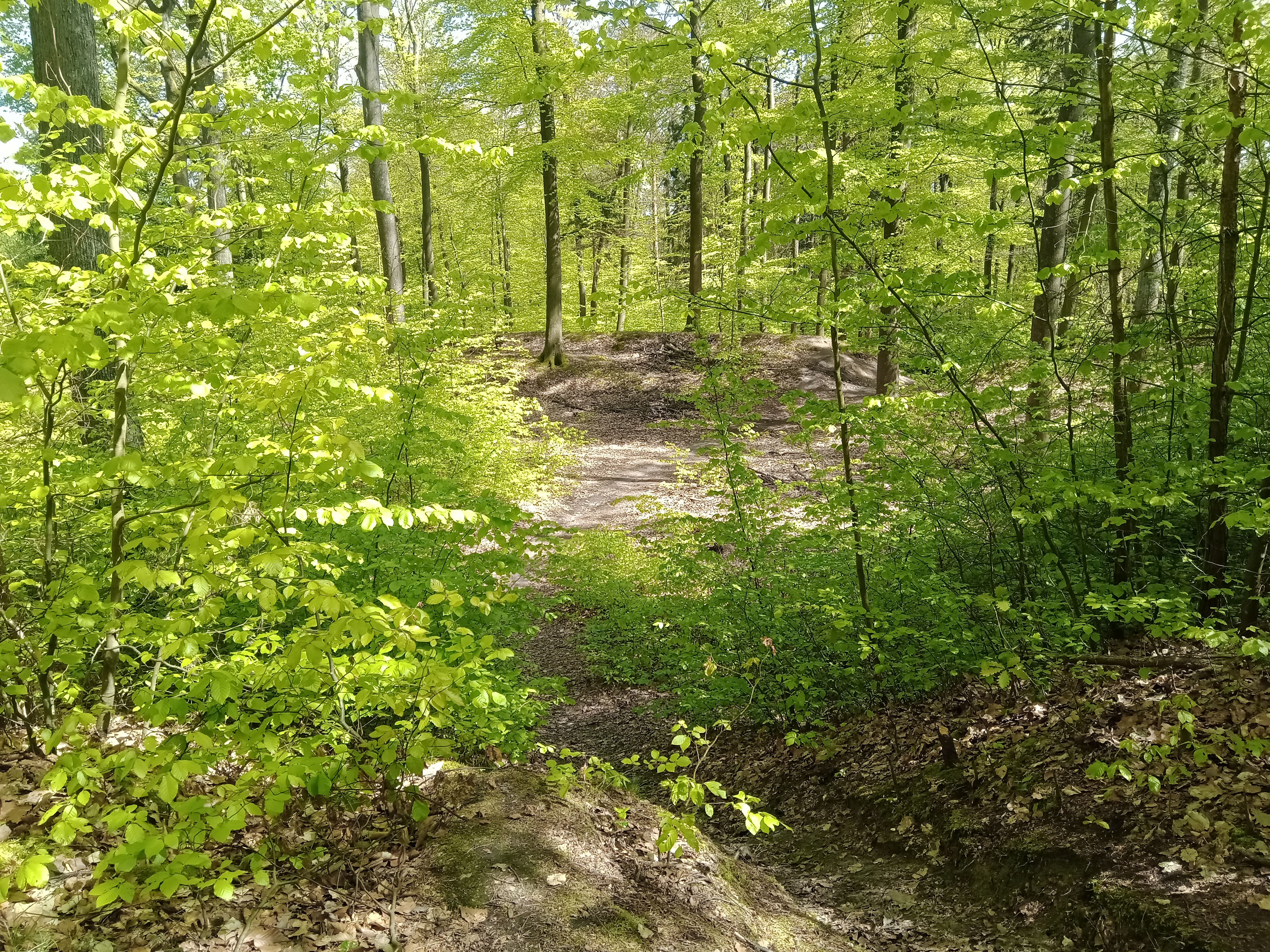
La redoute Maréchal du Bourg, Wissembourg, Bas-Rhin, France.

Les lignes de la Lauter, également appelées lignes de Wissembourg, lignes de Weissembourg et lignes de Lauterbourg, sont des anciennes lignes de fortifications située sur la rivière Lauter en Alsace, en France.

## Situation
Cette ligne de défense était une levée de terre couvertes de palissades, renforcée d'une cinquantaine de redoutes afin d’assurer la protection des hommes et aménagée d'une trentaine de digues avec de petits bassins hydrographiques destinés à organiser un obstacle « naturel » non guéable et inondable pour inonder la vallée,.
D'une longueur de 20 km environ, elle débutait, sur la gauche, à l'Ouest de Wissembourg, à partir d'une redoute située au col du Pigeonnier, puis descendait sur la Lauter, en face de Weiler, dont elle suivait ensuite la rive droite jusqu'au Rhin en s'appuyant sur des places fortes comme Wissembourg, Altenstadt, le château de Saint-Rémy, le moulin de Bienwalde (Bienwaldmühle) (de), Scheibenhard, Lauterbourg et la rive gauche du Rhin,.

## Historique
C'est en 1706, pendant la guerre de Succession d'Espagne, que les Français ont commencé la construction de cette chaîne de fortifications  sous les ordres du maréchal de Villars.
Pendant la guerre de succession d'Autriche, le roi de France Louis XV, à la tête d'une armée de 90 000 hommes, envahit les Pays-Bas autrichiens et capture Menin et Ypres. En réplique, les troupes commandées par Charles Alexandre de Lorraine, Franz de Trenck et le général Nádasdy franchissent le Rhin à Philippsburg, le 1er juillet 1744 et lancent une opération en Alsace en s'emparant des lignes de la Lauter.
Le maréchal de Coigny rassembla alors toutes les troupes françaises dispersées le long du Rhin et marcha jour et nuit pour gagner les lignes de Lauterbourg en se portant sur Weissembourg ou le 5 juillet après un dur combat les  autrichiens furent contraints de se replier,,,.
Durant les guerres de la Révolution française, les lignes sont prises d'assaut le 13 octobre 1793 par une armée alliée sous le général autrichien Dagobert von Wurmser lors de la première bataille de Wissembourg.
Le 26 décembre 1793 les troupes Françaises de Lazare Hoche et Charles Pichegru contraignent les alliés, à leur tour à battre en retraite derrière le Rhin lors de la seconde bataille de Wissembourg.
En 1815, après la bataille de Waterloo, l'armée autrichienne s'avance en France. Le 25 juin, le prince héritier de Wurtemberg, commandant du IIIe corps autrichien, s'avança vers les lignes en deux colonnes. La première colonne s'est réunie à Bergzabern, et la seconde a avancé par Niederotterbach. Le comte Wallmoden reçut l'ordre d'avancer sur Lauterbourg tandis que le prince héritier fit avancer son corps encore plus loin le long de la route de Haguenau. Son avant-garde se rendit à Ingolsheim et le corps principal du IIIe Corps atteignit les Lignes de la Lauter qui étaient tombées en ruines. Les Français du général Jean Rapp ont abandonné les lignes dans la nuit et se sont repliés sur la forêt de Haguenau, occupant le village de Surbourg.
En 1870, les Lignes de la Lauter n'existaient plus, mais les deux forts centraux dans les villes de Wissembourg et d'Altenstadt, possédaient encore des fortifications qui se sont révélées utiles pour des positions défensives pendant la bataille de Wissembourg. Le 4 août 1870, les Allemands remportent la première victoire de la guerre contre un corps français sous le commandement du général Abel Douay.